# Pjotr Andrejewitsch Tolstoi

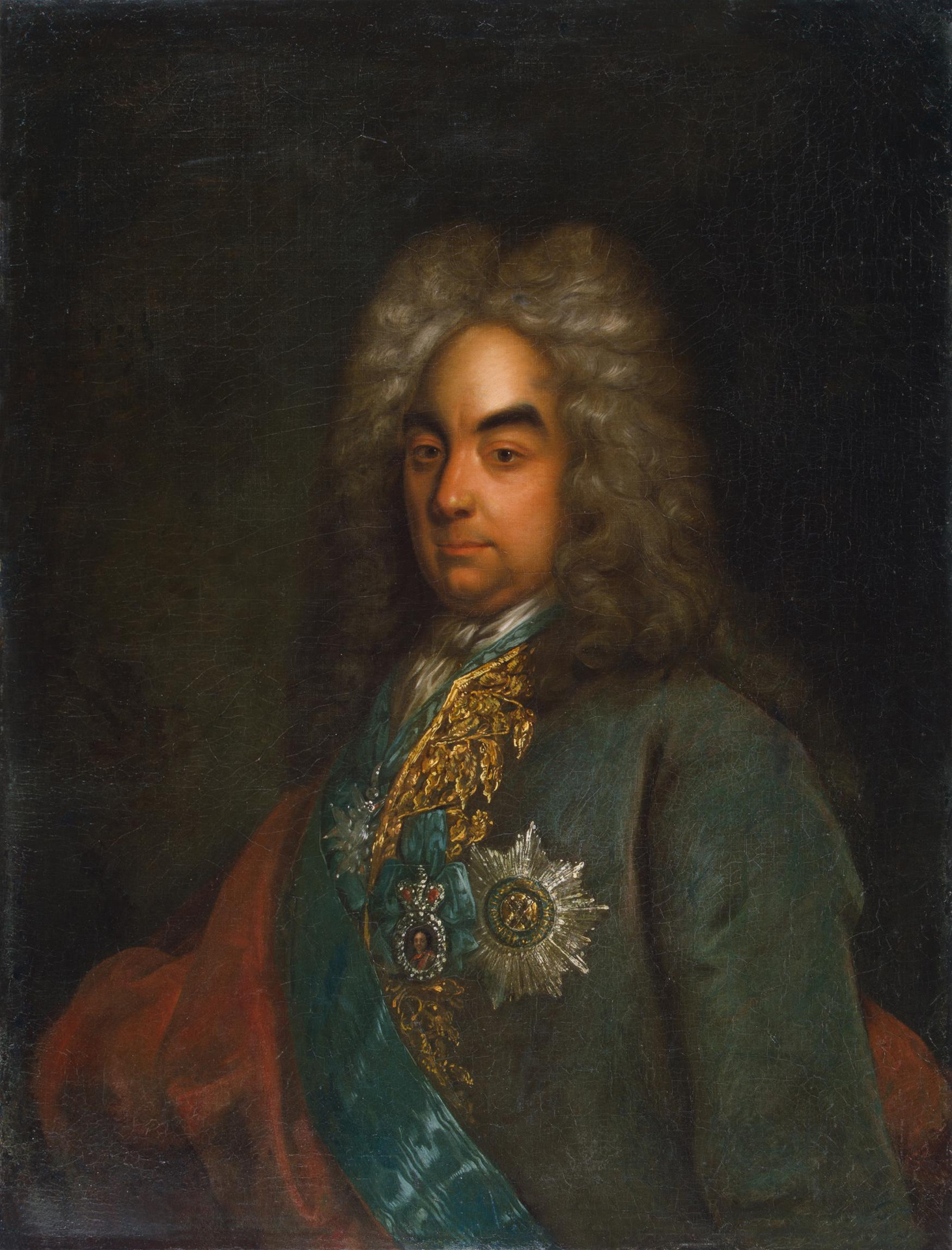
Pjotr Andrejewitsch Tolstoi. Gemälde von Johann Gottfried Tannauer um 1715

Pjotr Andrejewitsch Tolstoi (russisch Пётр Андреевич Толстой, wiss. Transliteration Pëtr Andreevič Tolstoj, deutsch auch Peter Andrejewitsch Tolstoi; * um 1646; † 17. Februar 1728) war ein russischer Politiker aus dem Adelsgeschlecht Tolstoi.
Pjotr Andrejewitsch Tolstoi entstammte dem russischen Adel und war, gemeinsam mit seinem Bruder Johannes, Berater der Zarin Sofia Alexejewna. Obwohl er Vater mehrerer Kinder war, wurde er von Peter dem Großen mit jungen Adeligen zum Studium nach Italien gesandt und anschließend (1701) Botschafter in der Türkei, wo er im Krieg zwischen Russland und dieser zweimal inhaftiert wurde. Als Gesandter drängte er ebendort 1710 wiederholt auf eine Ausweisung Karls XII., welche letztlich erfolgte. Als im selben Jahr der Krieg zwischen Russland und der Türkei ausbrach, wurde Tolstoi zum zweiten Mal verhaftet und im Kastell Jedi Kule festgesetzt. Nachdem er im Zuge des Friedensvertrages 1714 freigelassen worden war, begleitete er Peter den Großen 1717 nach Paris und verhandelte dort mit Marschall Nicolas Chalon du Blé, Marquis von Uxelles und Cormatin. Im selben Jahr verfolgte er den flüchtigen Sohn des Zaren, Alexei.
Zusammen mit dem Gardehauptmann Alexander Iwanowitsch Rumjanzew erhielt er vom Kaiser in Wien, in dessen Herrschaftsbereich Alexei geflohen war, die Erlaubnis, diesen in Neapel zu treffen. Vorher gab er dem Kaiser die Zusage, dass der Zar seinem Sohn verzeihen werde. Da Alexei halsstarrig eine Rückkehr nach Russland verweigerte, bestach er den Sekretär des Vizekönigs von Neapel, auf dessen Rat Alexei hörte, und womöglich auch Alexeis Geliebte Afrosinja, damit diese den Zarewitsch zum Nachgeben bewegten. Schließlich wirkte die Drohung, dass der Zar persönlich in Italien auftauchen werde, und Alexei reiste mit seinen Begleitern zurück nach Russland. In Riga verließ ihn Tolstoi, um dem Zaren Bericht zu erstatten.
Später beteiligte er sich an dem Verhör des Zarensohns, wobei er ihm zahlreiche Unwahrheiten unterschob. Nachdem Alexei zum Tode verurteilt worden war, starb er vor der Hinrichtung. Nach einer Rumjanzew zugeschriebenen Version der Ereignisse sollen Tolstoi, Buturlin, Uschakow und er selbst den Sohn des Zaren erstickt haben, was allerdings sehr unwahrscheinlich ist. Jedenfalls erhielt Tolstoi nach dem Tode Alexeis den Grafentitel und wurde Minister, wobei er sich als geschickt und bestechlich erwies. Auf Betreiben Alexander Danilowitsch Menschikows wurde Tolstoi von Katharina I. in ein Kloster verbannt, wo er 1728 starb.